# Rada Pomocy Społecznej
Rada Pomocy Społecznej – polski organ opiniodawczo-doradczy w sprawach z zakresu pomocy społecznej.
Rada działa od 1991 przy urzędującym ministrze właściwym do spraw zabezpieczenia społecznego. Jej funkcjonowanie regulują przepisy ustawy o pomocy społecznej oraz rozporządzenia wydane w oparciu o delegację ustawową. Kadencja członków Rady trwa trzy lata.
Zgodnie z ustawą z dnia 12 marca 2004 o pomocy społecznej organ składa się z nie więcej niż dwudziestu osób reprezentujących jednostki organizacyjne pomocy społecznej, jednostki samorządu terytorialnego, wojewodów, organizacje społeczne i zawodowe, kościoły i inne związki wyznaniowe oraz środowiska naukowe. Poszczególnych członków Rady powołuje minister właściwy do spraw zabezpieczenia społecznego. Członkowie Rady pełnią swoje funkcje społecznie.
Do zakresu działania Rady należy opiniowanie projektów aktów prawnych oraz inicjowanie zmian przepisów prawa w zakresie pomocy społecznej, przygotowywanie ekspertyz dotyczących określonych obszarów pomocy społecznej, przedstawianie ministrowi okresowych informacji o działalności własnej, przyjmowanie oraz opiniowanie dla ministra wniosków o nagrody specjalne za wybitne osiągnięcia
w dziedzinie pomocy społecznej.
Przewodniczącą Rady VIII kadencji (lata 2017-2020) jest prof. Barbara Kromolicka (Uniwersytet Szczeciński).